# Василий Пашкевич
Васѝлий Алексѐевич Пашкѐвич (на руски: Василий Алексеевич Пашкевич) е руски композитор и музикант.
Роден е около 1742 година в Санкт Петербург в семейство с украински произход. През 1756 година става музикант в императорския двор, от 1763 година е цигулар в един от придворните оркестри. През 1779 година придобива известност в двора като автор на комичната опера Несчастье от кареты и през следващите години се утвърждава като един от пионерите на операта в Русия. В началото на 1797 година, след смъртта на императрица Екатерина II, е уволнен без право на пенсия от новия император Павел I.
Василий Пашкевич умира на 26 февруари 1797 година в Санкт Петербург.